# Семиволос, Станислав Иванович
Станислав Иванович Семиволос (29 декабря 1931 — 13 июня 2006) — советский, российский дипломат. Чрезвычайный и полномочный посол.

## Биография
Окончил Московский государственный институт международных отношений МИД СССР (1961) и Высшую дипломатическую школу МИД СССР (1971).
- В 1965—1969 годах — сотрудник посольства СССР в Индонезии.
- В 1969—1971 годах — слушатель ВДШ МИД СССР.
- В 1971—1975 годах — советник посольства СССР в Таиланде.
- В 1975—1978 годах — на ответственной работе в центральном аппарате МИД СССР.
- В 1978—1980 годах — советник посольства СССР в Индии.
- В 1980—1983 годах — советник-посланник посольства СССР в Индии.
- В 1983—1984 годах — на ответственной работе в центральном аппарате МИД СССР.
- С 20 апреля 1984 по 20 марта 1987 года — чрезвычайный и полномочный посол СССР в Индонезии.
- В 1987—1993 годах — на ответственной работе в центральном аппарате МИД СССР/России.

Похоронен в Москве на Алексеевском кладбище.

## Награды
- Почётная грамота Президиума Верховного Совета РСФСР
- Медаль «Ветеран труда»